# Liste der Baudenkmäler in Pommersfelden
Auf dieser Seite sind die Baudenkmäler in der oberfränkischen Gemeinde Pommersfelden zusammengestellt. Diese Tabelle ist eine Teilliste der Liste der Baudenkmäler in Bayern. Grundlage ist die Bayerische Denkmalliste, die auf Basis des Bayerischen Denkmalschutzgesetzes vom 1. Oktober 1973 erstmals erstellt wurde und seither durch das Bayerische Landesamt für Denkmalpflege geführt wird. Die folgenden Angaben ersetzen nicht die rechtsverbindliche Auskunft der Denkmalschutzbehörde.
 Die Liste gibt den Fortschreibungsstand vom 20. Juni 2023 wieder und enthält 50 Baudenkmäler.

## Ensembles

### Ensemble Ortskern Pommersfelden
Der Ort Pommersfelden wurde 1297 erstmals genannt. Die Stelle einer wohl frühmittelalterlichen Burg am nordöstlichen Ortsrand weist auf eine noch frühere Ortsgeschichte hin. Seit Anfang des 14. Jahrhunderts wurden die Truchsesse von Pommersfelden in den Quellen genannt. Auf 1349 datiert die Stiftung der Pfarrkirche, zugleich Grablege der Truchsesse (Neubau erst 1750). Die ältesten Teile der Wasserburgruine, Sitz der Truchsesse von Pommersfelden, reichen ins 13./14. Jahrhundert zurück. Um das ehemalige Wasserschloss entwickelte sich der Marktflecken. 1711–16 entstand Schloss Weißenstein außerhalb des Dorfes. Die Folge war rege Bautätigkeit auch im Ort selbst: Kirchenneubau, Rathaus und Bürger- und Bauernhäuser an der Hauptstraße stammen aus der Mitte des 18. Jahrhunderts. Anfang des 19. Jahrhunderts begann eine folgenreiche Umgestaltung der ursprünglich französischen Schlossparkanlage in eine englische. Sie war um 1830 abgeschlossen. Damit verbunden war eine Schlossparkerweiterung in die Breite, eine Verdrängung von Ortsansässigen im Norden und eine Wiederansiedlung an den südlichen Ecken des Schlossparks zu beiden Seiten des Marstalles (Vordere und Hintere Gasse). Diese Umverteilung der Ortsfläche, zu der auch eine Erweiterung der Schlossgärtnerei gehörte, schloss das Schloss Weißenstein mehr als bis dahin in den Ort Pommersfelden ein. Ein Vergleich mit dem Urkataster von 1843 zeigt, dass sich dieser Zustand nahezu unverändert erhalten hat. Das beherrschende, den Ort sprengende Schloss wurde umklammert. Das Ensemble umfasst den Burgstall, das Areal um das Truchsess`sche ehemalige Wasserschloss, den historischen Ortskern mit Kirche, Rathaus, Pfarrhaus und weiteren Bauten des 18. Jahrhunderts, die Gesamtanlage des Schlosses Weißenstein sowie die mit der Umstrukturierung des Schlossparks verbundenen Erweiterungen des 19. Jahrhunderts: die beiden Siedlungen Vordere und Hintere Gasse und Kleinhäuser am Ende der Dorfstraße, die sich dort an die verbreiterte Schlossumgrenzung anschmiegen. Aktennummer: E-4-71-172-1.

## Baudenkmäler nach Gemeindeteilen

### Pommersfelden
| Lage                                    | Objekt                                            | Beschreibung | Akten-Nr.     | Bild                          |
| --------------------------------------- | ------------------------------------------------- | --- | ------------- | ----------------------------- |
| Hauptstraße 2 (Standort)                | Wohnhaus                                          | Zweigeschossiger Mansarddachbau, verputzt, um 1800 | D-4-71-172-9  | weitere Bilder                |
| Hauptstraße 3 (Standort)                | Pfarrhaus                                         | Zweigeschossiger Walmdachbau, massiv und verputzt, flacher Mittelrisalit und Eckpilaster gequadert, Mitte 18. Jahrhundert von Johann Jakob Michael Küchel                                                                       | D-4-71-172-10 | weitere Bilder                |
| Hauptstraße 5 (Standort)                | Bauernhaus                                        | Eingeschossiger, traufständiger Halbwalmdachbau, verputzt, 18. Jahrhundert; Stadel, Sandsteinquader, Satteldach, frühes 19. Jahrhundert                                                                                         | D-4-71-172-48 | weitere Bilder                |
| Hauptstraße 11 (Standort)               | Rathaus                                           | Zweigeschossiger Mansardwalmdachbau mit flachem Mittelrisalit, massiv und verputzt, 1752 (Chronistichon) | D-4-71-172-11 | weitere Bilder                |
| Hauptstraße 14 (Standort)               | Bauernhaus                                        | Zweigeschossiger Walmdachbau, massiv und verputzt, profilierte Tür- und Fensterrahmungen, Mitte 18. Jahrhundert | D-4-71-172-12 | BW                            |
| Hauptstraße 14 (Standort)               | Remise                                            | Sandsteinquader/Fachwerk, Satteldach, 18. Jahrhundert | D-4-71-172-12 | BW                            |
| Nähe Hauptstraße (Standort)             | Stadel                                            | Sandsteinquader, Satteldach, erste Hälfte 17. Jahrhundert | D-4-71-172-12 | BW                            |
| Hauptstraße 18 (Standort)               | Gasthof Grüner Baum                               | Zweigeschossiger Walmdachbau, massiv und verputzt, geohrte Fenstergewände, korbbogige Toreinfahrt, bezeichnet „1718“ und „1720“                                                                                                 | D-4-71-172-4  | weitere Bilder                |
| Hauptstraße 21 (Standort)               | Ehemaliger Gasthof, heute Wohnhaus                | Zweigeschossiger Walmdachbau, massiv und verputzt, korbbogige Toreinfahrt, geohrte Tür- und Fenstergewände, Reliefplaketten unter den Obergeschossfenstern, gusseiserner Balkon, bezeichnet „1737“                              | D-4-71-172-13 | weitere Bilder                |
| Mühlweg 1 (Standort)                    | Evangelisch-lutherische Pfarrkirche               | Rechteckiger Saalbau mit Satteldach, Ostturm mit Zwiebelhaube, 1750; mit Ausstattung | D-4-71-172-1  | weitere Bilder                |
| Mühlweg 2 (Standort)                    | Wohnhaus                                          | Eingeschossiger Halbwalmdachbau, massiv und verputzt, Mitte 18. Jahrhundert | D-4-71-172-52 | BW                            |
| Mühlweg 4 (Standort)                    | Mühle                                             | Zweigeschossiger Satteldachbau, verputzt, bezeichnet „1899“, im Kern 18. Jahrhundert; mit Ausstattung | D-4-71-172-49 | weitere Bilder                |
| Mühlweg 4 (Standort)                    | Mühle                                             | Sägemühle, Fachwerk verbrettert, Satteldach, bezeichnet „1860“ | D-4-71-172-49 | BW                            |
| Nähe Mühlweg (Standort)                 | Ruine Wasserburg der Truchsesse von Pommersfelden | Fragmente des Wohnbaus, innere Ummauerung mit Ecktürmen, äußere Ummauerung, Bogenbrücke über den Graben, 16. Jahrhundert | D-4-71-172-26 | weitere Bilder                |
| Wasserburg (Standort)                   | Reste der Truchsessischen Wasserburg              | Graben, Ringmauer, Turmsubstruktionen, Fragmente des Wohnbaus, 16. Jahrhundert; nicht nachqualifiziert | D-4-71-172-2  | weitere Bilder                |
| Nähe Pfarrer-Schonath-Straße (Standort) | Friedhof                                          | Seit 15./16. Jahrhundert; mit Grabdenkmälern des 18. Jahrhunderts | D-4-71-172-3  | BW                            |
| Schloss 1 (Standort)                    | Schloss Weißenstein                               | Große Schlossanlage um Ehrenhof; dreigeschossiger Dreiflügelbau mit überhöhtem Mittelbau und Eckpavillons, Sandsteinquader, Mansardwalmdach, 1711–18 von Johann Dientzenhofer und Johann Lucas von Hildebrandt, mit Ausstattung | D-4-71-172-31 | weitere Bilder                |
| Nähe Schloss (Standort)                 | Marstall                                          | eineinhalbgeschossig, Innenteil segmentbogig einschwingend, Eckpavillons mit Blendfassaden, Pultdach hinter Attika, 1717–18 von Maximilian von Welsch, mit Ausstattung                                                          | D-4-71-172-31 | weitere Bilder                |
| Nähe Schloss (Standort)                 | Ehemaliger Stall- und Viehhof                     | Eingeschossige Dreiflügelanlage mit Walmdach, um 1718 | D-4-71-172-31 | Ehemaliger Stall- und Viehhof |
| Nähe Schloss (Standort)                 | Orangeriegebäude                                  | eingeschossig mit Mansardwalmdächern, 1719 von Franz Anselm von Ritter zum Groenesteyn | D-4-71-172-31 | BW                            |
| Nähe Schloss (Standort)                 | Fasaneriegebäude                                  | eingeschossig mit Mansardwalmdächern, 1719 von Franz Anselm von Ritter zum Groenesteyn | D-4-71-172-31 | BW                            |
| Nähe Schloss (Standort)                 | Ehemaliges Palmenhaus                             | | D-4-71-172-31 | BW                            |
| Nähe Schloss (Standort)                 | Ehemaliges Brauerei                               | eingeschossig mit Mansardwalmdächern, um 1720 | D-4-71-172-31 | BW                            |
| Nähe Schloss (Standort)                 | Ehemaliges Gasthaus                               | eingeschossig mit Mansardwalmdächern, um 1720 | D-4-71-172-31 | BW                            |
| Nähe Schloss (Standort)                 | Schlosstore                                       | | D-4-71-172-31 | BW                            |
| Nähe Parkweg; Nähe Schloss (Standort)   | Schlosspark                                       | Weitläufiger, umfriedeter Park, ab 1714 von Maximilian von Welsch, im 19. Jahrhundert zu einem englischen Garten umgestaltet | D-4-71-172-31 | BW                            |
| Nähe Parkweg (Standort)                 | Badehaus                                          | im Park, massiver, eingeschossiger Walmdachbau, verputzt, 1832 von Johann Gottfried Gutensohn | D-4-71-172-31 | BW                            |
| Nähe Parkweg (Standort)                 | Gewächshaus                                       | mit Küchen- und Ökonomiegarten | D-4-71-172-31 | BW                            |
| Schönbornstraße 14 (Standort)           | Wohnhaus                                          | Eingeschossiger Mansardhalbwalmdachbau, massiv und verputzt, bezeichnet „1736“ | D-4-71-172-5  | BW                            |
| Schönbornstraße 17 (Standort)           | Wohnhaus                                          | Zweigeschossiger Walmdachbau, massiv und verputzt, mit Fensterschürzen, um 1770/1780 | D-4-71-172-6  | BW                            |
| Schönbornstraße 17 (Standort)           | Hofeinfahrt                                       | Klassizistisch, Sandsteinpfosten mit Giebelbedachung, um 1800 | D-4-71-172-6  | BW                            |
| Seeleite 7 (Standort)                   | Bauernhaus                                        | Hausfigur in Rundbogennische, Pietà, 18. Jahrhundert | D-4-71-172-14 | BW                            |

### Limbach
| Lage                                                      | Objekt                                                 | Beschreibung | Akten-Nr.     | Bild           |
| --------------------------------------------------------- | ------------------------------------------------------ | --- | ------------- | -------------- |
| Kellerberg 1, an der Straße nach Pommersfelden (Standort) | Kellerhaus                                             | Massiver, zweigeschossiger Walmdachbau, Anfang 19. Jahrhundert | D-4-71-172-20 | BW             |
| Limbach 16 (Standort)                                     | Wohnstallhaus                                          | Eingeschossiger, giebelständiger Satteldachbau, verputzt, Ende 18. Jahrhundert                                                                                       | D-4-71-172-17 | BW             |
| Limbach 19 (Standort)                                     | Stadel                                                 | Massive Umfassungsmauern mit kleinen runden Lüftungsöffnungen, Halbwalmdach, bezeichnet „1846“, Erweiterung nach Westen mit Satteldach                               | D-4-71-172-18 | BW             |
| Limbach 22 (Standort)                                     | Kellerbau                                              | Sandsteinquader, Flachsatteldach, 18. Jahrhundert | D-4-71-172-19 | BW             |
| Limbach 57 (Standort)                                     | Kantoratsgebäude                                       | Zweigeschossiger, giebelständiger Satteldachbau, massiv und verputzt, mit Geschoss- und Fensterbankgesims, bezeichnet „1867“                                         | D-4-71-172-50 | BW             |
| Limbach 57 (Standort)                                     | Evangelisch-lutherische Pfarrkirche St. Peter und Paul | Saalbau mit Walmdach, Sakristeianbau, Chorturm, achteckiger Aufbau mit Zwiebelhaube, im Kern romanisch, 13.–15. Jahrhundert und 17./18. Jahrhundert; mit Ausstattung | D-4-71-172-16 | weitere Bilder |

### Oberndorf
| Lage                                        | Objekt     | Beschreibung                                                                                        | Akten-Nr.     | Bild |
| ------------------------------------------- | ---------- | --------------------------------------------------------------------------------------------------- | ------------- | ---- |
| An der Gemarkungsgrenze gegen Zentbechhofen | Grenzstein | Bezeichnet „1753“; nicht nachqualifiziert, im Bayerischen Denkmalatlas nicht kartiert               | D-4-71-172-24 | BW   |
| Oberndorf 8 (Standort)                      | Bauernhaus | Eingeschossiger, giebelständiger Satteldachbau mit Zwerchhaus, verputzt, um 1800                    | D-4-71-172-22 | BW   |
| Oberndorf 12 (Standort)                     | Backhaus   | Massiver Satteldachbau, 18. Jahrhundert; klassizistische Hofeinfahrt, zwei Pfosten, Sandstein, 1840 | D-4-71-172-23 | BW   |

### Sambach
| Lage                                      | Objekt                                              | Beschreibung | Akten-Nr.     | Bild              |
| ----------------------------------------- | --------------------------------------------------- | --- | ------------- | ----------------- |
| Jesuitenholz, am Bamberger Weg (Standort) | Bildstock                                           | Sandstein, kurzer, glatter Schaft, vierseitiger Aufsatz mit halbrundem Abschluss und bekrönendem Eisenkreuz, bezeichnet „1840“ und „1958“                    | D-4-71-172-30 | BW                |
| Jesuitenholz (Standort)                   | Zwei Jagdgrenzsteine                                | Sandstein, jeweils halbrunder Abschluss und bezeichnet „B.A 1586“ und „T 1586“.                                                                              | D-4-71-172-56 | BW                |
| Sambach 23 (Standort)                     | Wohnhaus                                            | Eingeschossiger, traufständiger Mansarddachbau, verputzt, Mitte 18. Jahrhundert                                                                              | D-4-71-172-28 | weitere Bilder    |
| Sambach 23 (Standort)                     | Stadel                                              | Angebaut; Sandsteinquader, Satteldach, bezeichnet „1749“ | D-4-71-172-28 | weitere Bilder    |
| Sambach 25 (Standort)                     | Ehemaliges sogenanntes Jesuitenschloss              | Dreigeschossiger Walmdachbau mit Sandsteingliederung, um 1709 von Johann Dientzenhofer                                                                       | D-4-71-172-57 | weitere Bilder    |
| Sambach 25 (Standort)                     | innere Ummauerung                                   | mit Ecktürmen vom früheren Wasserschloss übernommen | D-4-71-172-57 | innere Ummauerung |
| Sambach 27, Sambach 27 a (Standort)       | Äußere Ummauerung                                   | 18. Jahrhundert | D-4-71-172-57 | weitere Bilder    |
| Sambach 25 (Standort)                     | Bogenbrücke                                         | über den Graben. | D-4-71-172-57 | BW                |
| Sambach 27 (Standort)                     | Stadelkomplex                                       | Massiv und verputzt, Satteldach, 18. Jahrhundert; Ummauerung, siehe äußere Ummauerung des Schlosses, 18. Jahrhundert (im Zusammenhang mit der Schlossanlage) | D-4-71-172-29 | weitere Bilder    |
| Sambach 35 (Standort)                     | Katholische Pfarrkirche St. Antonius der Einsiedler | Saalbau mit Satteldach, Chorturm mit Spitzhelm 15. Jahrhundert, 1594 und 17. Jahrhundert, Langhaus 1709; mit Ausstattung                                     | D-4-71-172-25 | weitere Bilder    |
| Sambach 37 (Standort)                     | Schulhaus                                           | Zweigeschossiger, traufständiger Walmdachbau, massiv und verputzt, neuklassizistisch, um 1870                                                                | D-4-71-172-27 | weitere Bilder    |

### Schweinbach
| Lage                                                                         | Objekt                             | Beschreibung | Akten-Nr.     | Bild                               |
| ---------------------------------------------------------------------------- | ---------------------------------- | --- | ------------- | ---------------------------------- |
| Schweinbach 25 (Standort)                                                    | Katholische Kapelle Sankt Valentin | Sandsteinquader, Satteldach, gemauerter Glockenaufsatz mit Steinkreuz, neuromanisch, 1848, mit Ausstattung                                                         | D-4-71-172-32 | Katholische Kapelle Sankt Valentin |
| Schweinbach 28 (Standort)                                                    | Bauernhaus                         | Erdgeschoss massiv und verputzt, Obergeschoss Fachwerk, gekapptes Halbwalmdach mit Fledermausgaube, 18. Jahrhundert; angebauter Ökonomieteil, verputzt, Satteldach | D-4-71-172-33 | BW                                 |
| Kleinlindig, am ehemaligen Weg von Schweinbach nach Zentbechhofen (Standort) | Kruzifix                           | Kruzifix, auf rechteckigem Sockel mit Inschrift, Sandstein, bezeichnet „1885“                                                                                      | D-4-71-172-58 | Kruzifix                           |

### Steppach
| Lage | Objekt                                         | Beschreibung | Akten-Nr.     | Bild           |
| --- | ---------------------------------------------- | --- | ------------- | -------------- |
| Jesuitenholz, 50 m östlich der Kreisstraße nach Unterneuses, vor der Abzweigung nach Küstersgreuth am Waldrand (Standort) | Steinkreuz                                     | Sandstein, verkürzte Arme, im Kreuzungsfeld vertieftes lateinisches Kreuz, wohl 17. Jahrhundert                                                                                                | D-4-71-172-44 | BW             |
| Steppach 39, am Nebengebäude (Standort)                                                                                   | Schmiedeeiserner Ausleger                      | Anfang 20. Jahrhundert | D-4-71-172-39 | BW             |
| Steppach 39, am Nebengebäude (Standort)                                                                                   | Inschrifttafel                                 | bezeichnet „1716“ | D-4-71-172-39 | BW             |
| Steppach 50 (Standort) | Ehemaliges Amtshaus, jetzt Raiffeisenbank      | Eingeschossiger, massiver und verputzter Mansardwalmdachbau mit Sandsteinportal und Eckpilastern, Fenster vergittert, von Wenzel Perner, 1727/28                                               | D-4-71-172-38 | weitere Bilder |
| Steppach 62 (Standort) | Ehemaliger Gasthof Amberger                    | Stattlicher, zweigeschossiger Walmdachbau, massiv und verputzt, geohrte Tür- und Fenstergewände, 1779                                                                                          | D-4-71-172-42 | weitere Bilder |
| Steppach 65, 65a (Standort)                                                                                               | Kleinbauernhof, Wohnstallbau                   | eingeschossiger, giebelständiger Satteldachbau, massiv und verputzt, Wohnteil mit Fachwerkgiebel, wohl noch 18. Jahrhundert, Stallteil wohl 1813, verändert                                    | D-4-71-172-37 | weitere Bilder |
| Steppach 65 (Standort) | Kleinbauernhof, Stadel                         | massiv und verputzt, Rundbogenöffnungen, hohes Satteldach, 1862 | D-4-71-172-37 | weitere Bilder |
| Steppach 66 (Standort) | Wohnhaus                                       | Zweigeschossiger Walmdachbau, massiv und verputzt, bezeichnet „1840“; Remise, Sandsteinquader, Frackdach                                                                                       | D-4-71-172-43 | weitere Bilder |
| Steppach 66 (Standort) | Stadel                                         | Fachwerk verputzt, Satteldach; 1840 | D-4-71-172-43 | weitere Bilder |
| Steppach 70 (Standort) | Pfarrhof                                       | Zweigeschossiger, traufständiger Walmdachbau, massiv und verputzt, erste Hälfte 18. Jahrhundert                                                                                                | D-4-71-172-36 | weitere Bilder |
| Steppach 72 (Standort) | Evangelisch-lutherische Pfarrkirche St. Erhard | Chorturm 15. Jahrhundert, Erhöhung 1703/04 mit Zwiebelhaube, Saalbau mit Walmdach, 1748 Barockisierung und teilweiser Neubau, verputzt mit Pilastergliederung, Sakristeianbau; mit Ausstattung | D-4-71-172-35 | weitere Bilder |
| Steppach 72 (Standort) | Ummauerung des Kirchhofs                       | größtenteils erhalten, mit Tor, bezeichnet „1441“ | D-4-71-172-35 | weitere Bilder |
| Steppach 85 (Standort) | Bauernhaus                                     | Zweigeschossiger, giebelständiger Mansardhalbwalmdachbau, Erdgeschoss massiv, Obergeschoss und Giebel Fachwerk, erstes Drittel 18. Jahrhundert                                                 | D-4-71-172-41 | weitere Bilder |

### Stolzenroth
| Lage                      | Objekt               | Beschreibung | Akten-Nr.     | Bild |
| ------------------------- | -------------------- | --- | ------------- | ---- |
| Stolzenroth 1 (Standort)  | Bauernhof            | Eingeschossiges, verputztes Wohnstallhaus mit Satteldach                                                                                              | D-4-71-172-51 | BW   |
| Stolzenroth 1 (Standort)  | Fachwerkstadel       | Satteldach; erste Hälfte 19. Jahrhundert | D-4-71-172-51 | BW   |
| Stolzenroth 20 (Standort) | Gasthof Herbert Hopf | Zweigeschossiger Satteldachbau, verputzt, im Kern 1760, Veränderungen Mitte 19. Jahrhundert; angebauter Ökonomieteil, massiv und verputzt, Satteldach | D-4-71-172-45 | BW   |

### Weiher
| Lage                                   | Objekt           | Beschreibung                                          | Akten-Nr.     | Bild |
| -------------------------------------- | ---------------- | ----------------------------------------------------- | ------------- | ---- |
| 20 m nördlich von Kilometerstein 12    | Grenzstein       | Bezeichnet „1759“; nicht nachqualifiziert             | D-4-71-172-47 | BW   |
| 20 m östlich der Straße Weiher - Vorra | Vier Grenzsteine | Bezeichnet „1586“ bzw. „1716“; nicht nachqualifiziert | D-4-71-172-46 | BW   |